# Life (Formula–1-es csapat)
A Life egy olasz alapítású és üzemeltetésű Formula–1-es istálló, mely az 1990-es Formula–1 világbajnokságban mérettette meg magát. A csapat nevét alapítója, Ernesto Vita után kapta (a "vita" szó is "életet" jelent). A csapat arról lett hírhedt, hogy saját tervezésű, 3,5 literes, abszolút egyedülálló W12-es elrendezésű motorral nevezett. A szezon katasztrofális volt: egyetlen versenyre sem sikerült kvalifikálniuk magukat, ráadásul a prekvalifikáció során is több körrel kikaptak a többiektől.

## A W12-es motor
A Life saját, W12-es motorját a Ferrari korábbi mérnöke, Franco Rocchi tervezte, aki a hetvenes években rendkívül sikeres 3 literes motorokat tervezett (308 GTB, GTS). A W12 első tervei még 1967-ből származnak, amikor Rocchi készített egy W3-as prototípust. Mikor elhagyta a Ferrarit 1980-ban, önállóan tovább folytatta a fejlesztést. A szerkezet kicsit rövidebb, de magasabb volt, mint egy V8-as motor, és már az 1989-es bajnokság idején készen állt. Éppen idejében, ugyanis ekkor tiltották be a turbómotorokat, és a költségek csökkenése miatt számos gyártó (Ilmor, Judd, Yamaha) nevezett saját motorjaival. A szintén olasz Motori Moderni saját fejlesztésű lapos V12-esekkel kísérletezett, Subaru márkanév alatt (ezeket a Coloni csapat használta), a Renault és a Honda pedig V10-es erőforrásokat készített.
Ebben a helyzetben Vita olcsón és gyorsan szeretett volna jó eredményeket elérni. Megvette a motorok forgalmazási jogát, és abban reménykedett, hogy hátha lesz rá vevő csapat. Csakhogy a motor senkinek sem kellett, ezért úgy határozott, 1990-ben saját csapattal nevez és abban fogják használni.

## A kasztni
Az újonnan alakult csapatnak sem a technikája, sem az emberei nem voltak meg ahhoz, hogy saját autót tervezzen. Ezért megvásárolták a FIRST Racing 1989-re tervezett kasztniját, mely egyetlen versenyen tudott nevezni, de technikailag egy borzalom volt és abszolút versenyképtelen. A gyárban az autót, már mint Life L190-es, átépítették, és belehelyezték a W12-es motort.

## Az 1990-es szezon
Az idény kezdete úgy jött el, hogy egyetlen autójuk, egyetlen motorjuk, és csak néhány pótalkatrészük volt. A W12-es motor a leggyengébbnek bizonyult az évben, körülbelül 480 lóerőt tudott teljesíteni, miközben az ellenfelek 600-700-at is. Ráadásul a kasztni 530 kilogrammos súlyával a legnehezebb volt a mezőnyben. A stabilitás és a megbízhatóság is csapnivaló volt. Az autó nem volt gyorsabb, mint egy Formula–3-as autó, sőt ez a teljesítmény már a Formula–3000-ben is kevés lett volna.

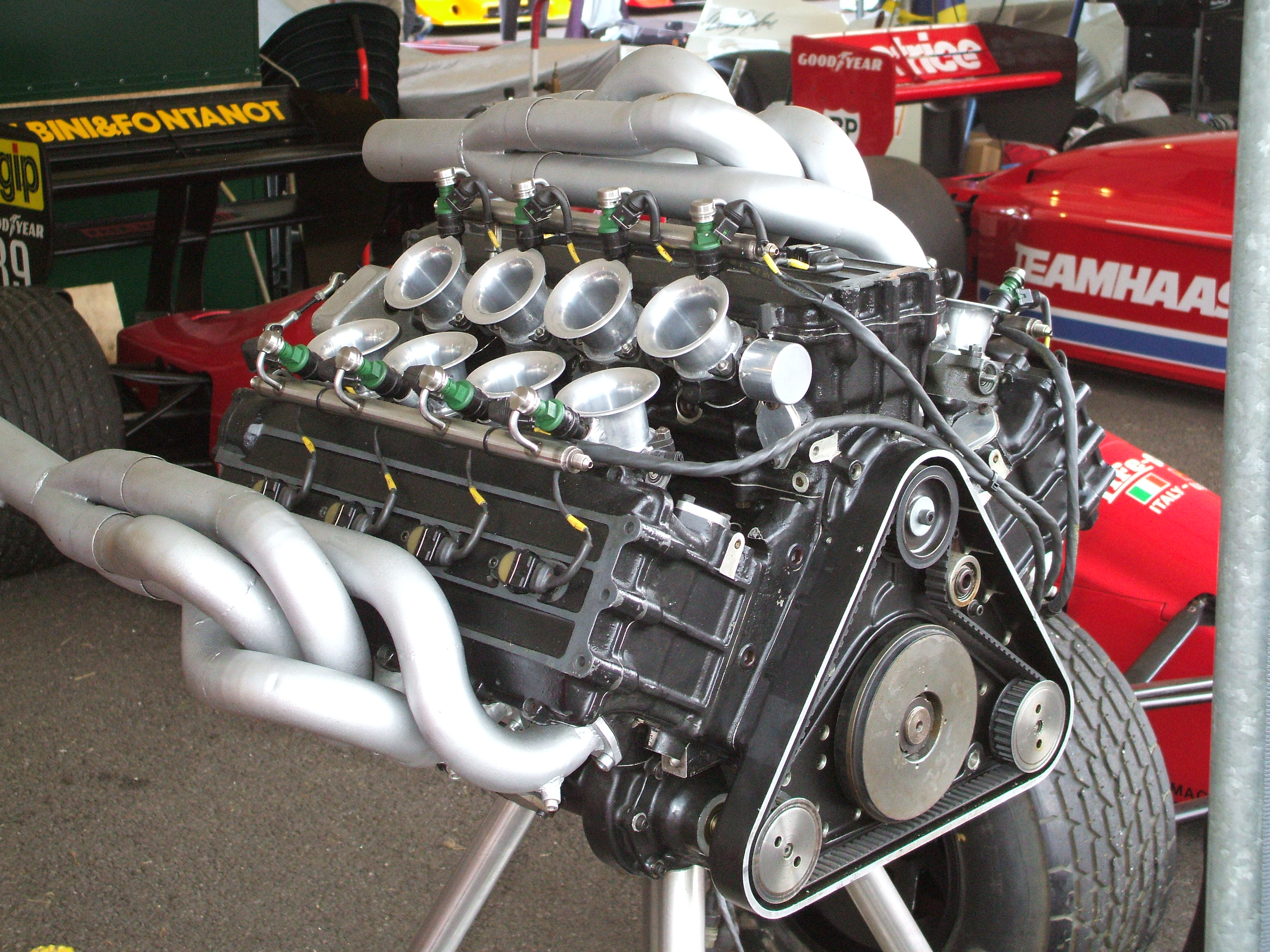
A W12-es motor egy 2009-es képen

Az autó soha nem tudott nyolc körnél többet megtenni egyhuzamban, annyira rossz volt a motor és az autó maga is. Az előkvalifikációk közül is többnél egyetlen mért körig sem jutott el a csapat. Legbiztatóbb próbálkozásuk a brit nagydíjon volt Silverstone-ban, de még ott is több, mint 15 másodperccel maradt el az előkvalifikáció győztesétől, Bernardtól, az első kockás Manselltől pedig 18 másodperccel.
Kezdetben Gary Brabham, David Brabham fia lett volna a pilótájuk, aki azonban két totálisan sikertelen prekvalifikáció után otthagyta a csapatot. Helyette a veterán pilóta, Bruno Giacomelli ült be, aki 1983 óta nem vezetett Formula–1-es autót. Giacomelli saját elmondása szerint attól félt, hogy a gyors köreiben hátulról belerohan egy vetélytársa, annyival lassabb volt az autója bárki másénál. Az utolsó két kísérletnél Portugáliában és Spanyolországban a borzalmas W12-es motorokat Judd V8-asokra cserélték, de mivel az autó továbbra is gyenge volt és megbízhatatlan, az új motor már nem igazán segített, ezzel sem sikerült sokkal közelebb kerülni a mezőnyhöz sem tempóban, sem megbízhatóságban. Ráadásul Estorilban a gyors körön jött rá a csapat, hogy a motor nem illeszkedik tökéletesen az autóba, így az autó fedőlemeze egy az egyben leszakadt az autóról. A reménytelen küzdelem Jerezben ért véget, egy újabb, nagy hátrányban elbukott előkvalifikáció után a Life csapat bedobta a törölközőt és soha többet nem is éledt újjá.
Minden idők egyik legrosszabb autójaként marad meg az F1 rajongók emlékezetében a Life W12: 14 versenyhétvége, 0 rajt, a csapat egyszer sem jutott túl az előkvalifikáción sem. Ha egyáltalán elindult a kocsi, többnyire 15-25 másodperc közti hátrányuk volt a mezőny bármely más tagjához képest, reménytelen volt minden egyes próbálkozás.

## Fordítás
- Ez a szócikk részben vagy egészben  a   Life Racing Engines című angol Wikipédia-szócikk ezen változatának fordításán alapul.  Az eredeti cikk szerkesztőit annak laptörténete sorolja fel. Ez a jelzés csupán a megfogalmazás eredetét és a szerzői jogokat jelzi, nem szolgál a cikkben szereplő információk forrásmegjelöléseként.